# David Ramsay (relojero)

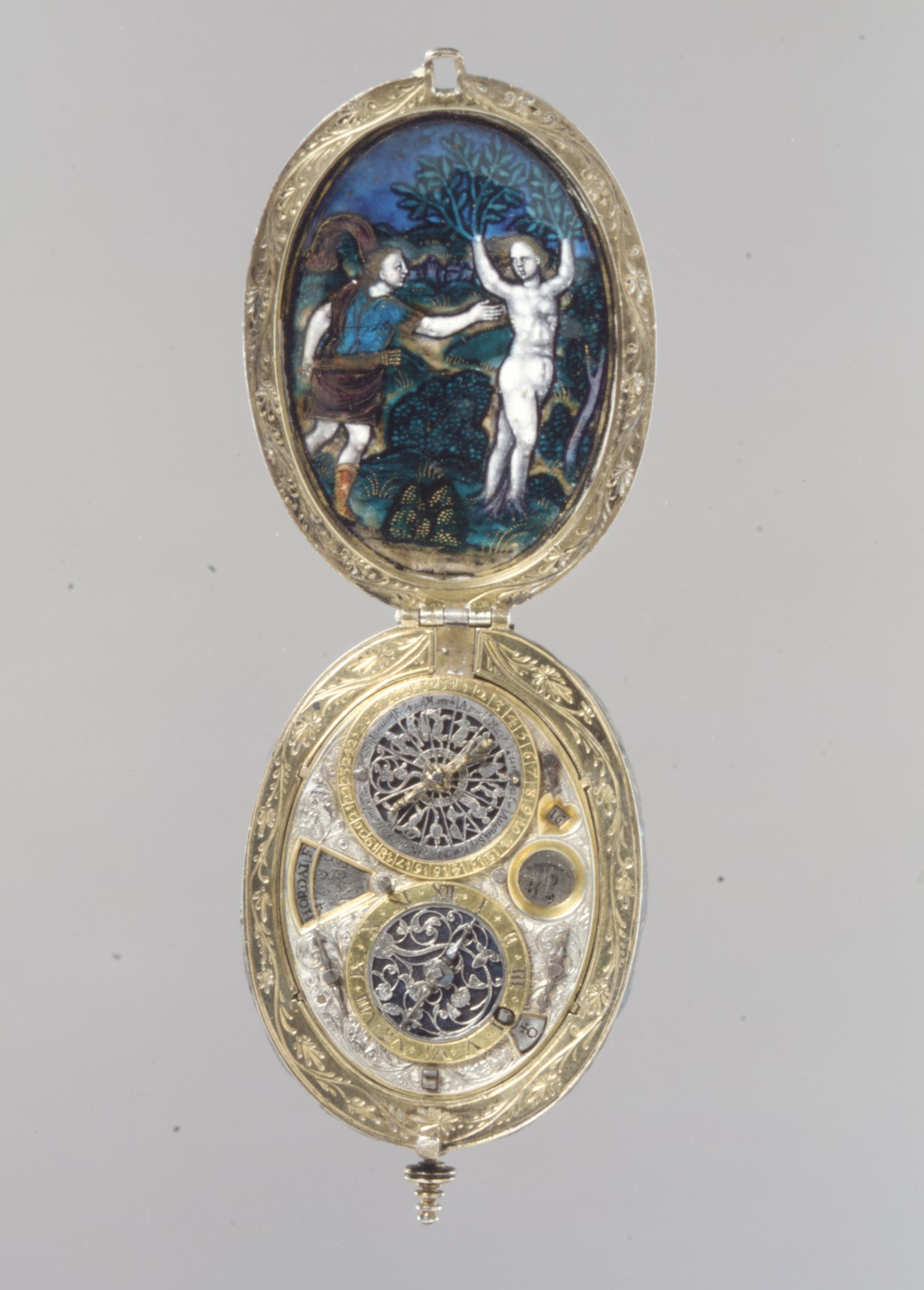
Reloj de Ramsay conservado en el Museo Metropolitano de Nueva York

David Ramsay (fallecido c. 1653) fue un relojero escocés, que trabajó para los reyes de Inglaterra Jacobo I y Carlos I.

## Semblanza
Nacido en Escocia, pertenecía a la familia del Clan Ramsay de Dalhousie. Su hijo William (activo hacia 1660) escribió que, cuando el rey Jacobo unificó las coronas de Inglaterra y Escocia en 1603, «mandó llamar a mi padre a Francia, donde se encontraba por entonces, y lo nombró paje de alcoba y palafrenero, y guardián de todos los relojes de Sus Majestades. Menciono que algunos lo han calificado como un simple relojero... Es cierto que su ingenio le permitió comprender cualquier obra de esa naturaleza... y, por lo tanto, el rey le confirió ese puesto».
El 25 de noviembre de 1613 fue nombrado relojero extraordinario del rey, con una pensión de 50 libras anuales. En marzo de 1616 se emitió una orden para el pago de 234 libras y 10 chelines para la compra y reparación de relojes para el rey. El 26 de noviembre de 1618 fue nombrado relojero jefe y el 27 de julio de 1619 se le otorgaron cartas de denización (un término antiguo equivalente a la concesión de la carta de ciudadanía). Se emitieron otras órdenes para el pago de sus servicios, y en una de ellas, fechada el 17 de marzo de 1627, se le describe como «David Ramsay, esq., nuestro relojero y paje de cámara». Sus primeras obras están marcadas como «David Ramsay, Escoto».
Con la constitución de la Worshipful Company of Clockmakers (La Honorable Compañía de Relojeros) en 1631, Ramsay se convirtió en el primer maestro, pero probablemente participó muy poco en las labores de la sociedad. Al prestar juramento ante el alcalde, se le describió como "de la ciudad de Londres", pero los registros municipales no aportan ninguna prueba de que fuera ciudadano libre. Walter Scott presenta al personaje de David Ramsay, sin ningún rigor histórico, en el capítulo inicial del relato The Fortunes of Nigel como el dueño de una tienda "a pocos metros al este de Temple Bar".
Ramsay también era un estudioso de las ciencias ocultas. En "Vida y Tiempos" de William Lilly (1715), se ofrece un divertido relato de un intento realizado en 1634 por Ramsay y otras personas por descubrir un tesoro escondido en la Abadía de Westminster mediante una varita mágica, cuando se vieron interrumpidos por fuertes ráfagas de viento, atribuidas por los aterrorizados buscadores de tesoros a demonios, quienes, sin embargo, fueron exorcizados de inmediato. Sir Edward Coke, escribiendo al secretario Windebanke el 9 de mayo de 1639 sobre una demanda de dinero que le resultaba difícil atender, dice: «Si David Ramsay pudiera colaborar con su piedra filosofal, sería un gran favor». También hay entradas en los «Calendarios de Documentos de Estado», fechadas el 28 de julio de 1628 y el 13 de agosto de 1635, relacionadas con un tesoro oculto que Ramsay se proponía descubrir. Un manuscrito de la Colección Sloane de la British Library, n.º 1046, titulado «Liber Philosophicus, de divinis mysteriis, de Deo, Hominibus, anima, meteoris», se le atribuye sin suficiente autoridad.
En 1638, Ramsay suministró un reloj y una esfera para la portería situada entre los sectores central y superior del castillo de Windsor. Diseñó la caja del reloj, denominada "pirámide o farolero". También fue inventor, y entre 1618 y 1638 obtuvo ocho patentes (n.º 6, 21, 49, 50, 53, 68, 78 y 117). Aunque los títulos completos de estas patentes figuran en los índices publicados por los comisionados de patentes, no se dispone de información sobre la naturaleza precisa de estas invenciones. Se relacionan con el arado de la tierra, la fertilización de terrenos áridos, la extracción de agua mediante el fuego, la propulsión de barcos y botes, la fabricación de salitre, la confección de tapices sin telar, la refinación del cobre, el blanqueo de cera, la separación del oro y la plata de los metales básicos, el teñido de telas, la calefacción de calderas, los hornos para secar y cocer ladrillos y tejas, y la fundición y refinación del hierro mediante carbón. En sus últimos años cayó en la pobreza, y en 1641, mientras estaba preso por deudas, solicitó a la Cámara de los Lores el pago de seis años de atrasos de su pensión como palafrenero de la cámara privada. Para el pago de dichos atrasos, el comité para el adelanto de dinero, mediante una orden fechada el 13 de enero de 1645, le otorgó un tercio del dinero resultante de su descubrimiento de las propiedades de otros condenados. De estos hechos se podría deducir que se había unido al partido parlamentario. El 11 de febrero de 1651, en las actas del consejo de estado se menciona que una petición de David Ramsay fue remitida al comité de la Casa de la Moneda.
Se pueden encontrar ejemplares de los relojes de Ramsay en el Museo Británico, en el Museo de Victoria y Alberto, y en el Museo Metropolitano de Arte de Nueva York. Se describe un reloj perteneciente a la Sra. Holmes de Gawdy Hall, Norfolk, en «Norfolk Archæology» (vi. 2). Una descripción técnica de varios ejemplares se ofrece en «Former Clock and Watch Makers» de Britten.
Su hijo William, en la dedicatoria a su padre de su «Vox Stellarum» (1652), se refiere a las dificultades económicas de este, que dieron «motivo a algunas personas de espíritu inferior para no valorar a alguien según lo que es por naturaleza y en sí mismo».
Se desconoce la fecha de la muerte de Ramsay, pero parece que vivía en 1653. La posdata de la Astrologia Restaurata de su hijo está fechada el 17 de enero de 1653, "desde mi estudio en la casa de mi padre en Holborn, a dos puertas de Wounded Hart, cerca de King's Gate".
En una petición fechada el 21 de junio de 1661, se incluye una petición de Sir Theophilus Gilby y de una señora llamada Mary, viuda de un tal David Ramsay, quien afirma que había reclutado tropas para el servicio del rey «con la llegada del duque Hamilton a Inglaterra», fecha desde la cual había sido secuestrada y saqueada. Sin embargo, es posible que fuera la viuda de otro David Ramsay, un cortesano. Puede resultar difícil distinguir al relojero de este cortesano en algunos registros de aquella época.

## Atribución
- Este artículo incorpora texto de una publicación ahora en dominio público: «Ramsay, David (d.1653?)». Dictionary of National Biography (en inglés). Londres: Smith, Elder & Co. 1885–1900. OCLC 2763972.